# Glastenning
Il Glastenning, che comprendeva il territorio attorno e a ovest di Glastonbury (quindi gran parte dell'odierno Somerset), fu un sub-regno della Dumnonia. Dalla metà del VI secolo fu però sotto il diretto controllo dei sovrani del Dogfeiling, sub-regno gallese del Gwynedd: tutto iniziò con re Cyndrwyn Glas del Dogfeiling. Tra la fine del VI e gli inizi del VII secolo suo figlio Morfael regnò anche sul Pengwern orientale, mentre la parte occidentale del Pengwern e il Dogfeiling andarono al fratello più giovane, dopo la morte del padre. Attorno alla metà del VII secolo sovrano del Glastenning era Morgan Glas. Il Glastenning cessò di esistere nella seconda metà del VII secolo. 